# Jan Hlína
Jan Hlína (14. května 1910 – 5. září 1983) byl český a československý politik Komunistické strany Československa a poúnorový poslanec Národního shromáždění ČSSR a Sněmovny lidu Federálního shromáždění.

## Biografie
Před svou profesionální politickou kariérou se profesně uvádí jako dílovedoucí v Hrádku u Rokycan. V roce 1962 se v Hrádku účastnil otevření budovy nové základní školy. Je tehdy uváděn coby vedoucí tajemník Krajského výboru KSČ.
Ve volbách roku 1960 byl zvolen za KSČ do Národního shromáždění ČSSR za Západočeský kraj. Podílel se na projednání ústavy ČSSR v roce 1960. Mandát obhájil ve volbách v roce 1964. V Národním shromáždění zasedal až do konce volebního období parlamentu v roce 1968.
11. sjezd KSČ ho zvolil za člena Ústředního výboru Komunistické strany Československa. 12. sjezd KSČ a 13. sjezd KSČ ho zvolil členem Ústřední kontrolní a revizní komise KSČ. V období červen 1958 – prosinec 1962 byl kandidátem předsednictva ÚV KSČ.
Po federalizaci Československa usedl roku 1969 do Sněmovny lidu Federálního shromáždění (volební obvod Sušice-Horažďovice), kde setrval do konce volebního období, tedy do voleb roku 1971.